# Fourmerkland Tower

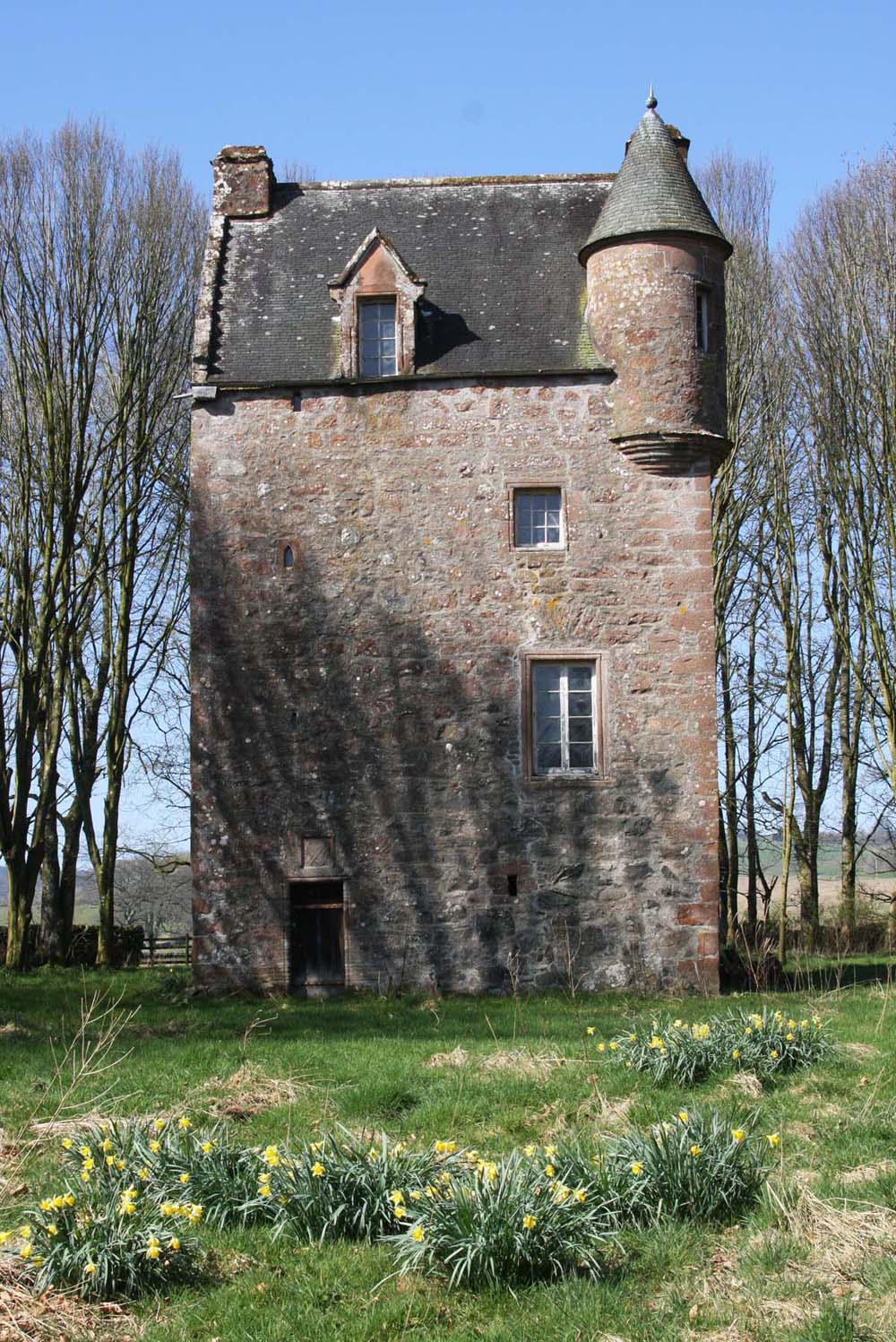
Fourmerkland Tower

Fourmerkland Tower ist ein Tower House nahe der schottischen Stadt Dumfries in der Council Area Dumfries and Galloway. 1971 wurde das Bauwerk in die schottischen Denkmallisten in der höchsten Denkmalkategorie A aufgenommen. Eine zusätzliche Einstufung als Scheduled Monument wurde 2018 aufgehoben.

## Beschreibung
Fourmerkland Tower liegt isoliert rund acht Kilometer nordwestlich von Dumfries. Eine Wappenplatte oberhalb des Hauptportals weist das Baujahr 1590 aus und zeigt das Clanwappen der Maxwells. Die Fundamente sind jedoch älteren Datums, sodass ein Vorgängerbauwerk am selben Standort wahrscheinlich erscheint. Im Laufe des 19. Jahrhunderts wurde Fourmerkland Tower renoviert.
Das längliche Bauwerk weist eine Grundfläche von 7,2 m × 5,8 m auf. Das Mauerwerk des Wehrturms besteht aus Bruchstein, wobei Gebäudeöffnungen mit profilierten Faschen aus rotem Sandstein abgesetzt sind. Das Eingangsportal befindet sich links an der Südseite. Neben kleinteiligen Sprossenfenstern sind verschiedene Schlitzfenster in die Fassaden eingelassen. Es kragen zwei Ecktourellen mit schiefergedeckten Kegeldächern aus, die vermutlich im 19. Jahrhundert neu aufgebaut wurden. Das abschließende Satteldach ist mit Staffelgiebeln gearbeitet und verfügt über Satteldachgauben. Der ebenerdige Raum ist mit Steingewölbe gearbeitet. Eine Wendeltreppe führt zu den oberen Stockwerken.